# Palotabozsok
Palotabozsok là một thị trấn thuộc hạt Baranya, Hungary. Thị trấn này có diện tích 20,19 km², dân số năm 2010 là 948 người, mật độ 47 người/km².